# リチャード・コリンソン

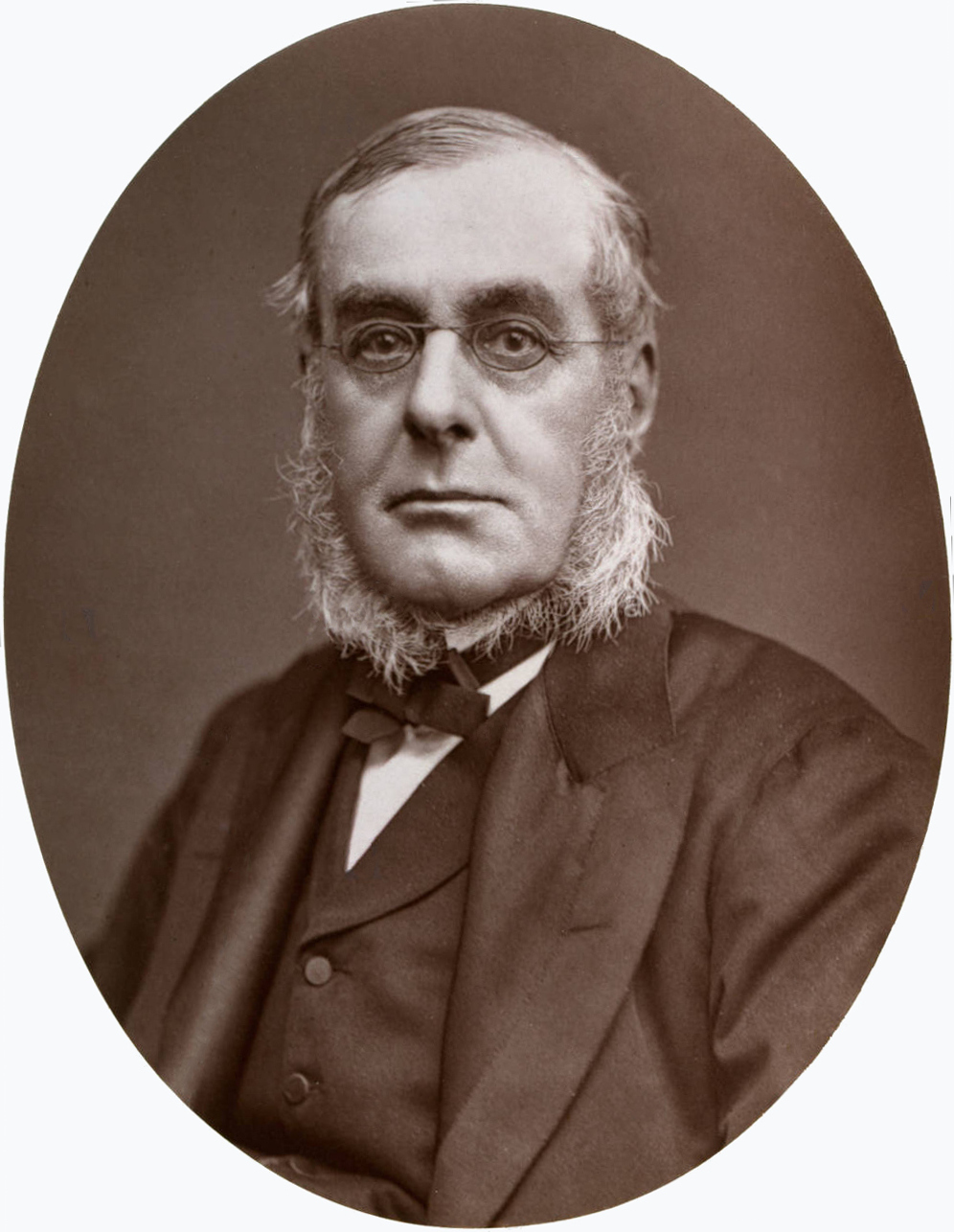
サー・リチャード・コリンソン, 1877

サー・リチャード・コリンソン（Sir Richard Collinson KCB、1811年11月7日 – 1883年9月13日）は、イングランド出身のイギリス海軍士官、北西航路の探検家。

## 生い立ち
コリンソンは、イングランドのダラム州、後のタイン・アンド・ウィアのゲーツヘッドで生まれた。1823年、12歳でイギリス海軍に入隊し、昇進を重ね、1835年に大尉、1841年に中佐、1842年に大佐になった。

## 中国
コリンソンが艦長だった、1800トン積み、520馬力の船レディ・ベンティンク (Lady Bentinck) は、フレジソン (Phlegethon) とともに乍浦の沖合に現れて「大騒ぎ (sensation)」を起こした:303,344。
1842年4月1日、イギリスの商務全権ヘンリー・ポティンガーは、舟山に拠点を置いたネメシス (Nemesis) の艦長だったコリンソンが、寧波に近い岱山島における2月の戦闘において中国側に打撃を与えるのに貢献した、と報告した:300
プラヴァー (HMS Plover) の艦長だった時には、ヘンリー・ケレット大尉のスターリング (HMS Starling) の支援を受け1842年から1846年にかけて、中国沿岸の測量に輝かしい成果を上げ、以降のすべての海図の基礎となった海図を作成した。

## ベーリング海峡
1848年には、サー・ジョン・フランクリンの捜索を目指した3件の遠征が送られたが、いずれも目的を果たすことはできなかった。1850年、コリンソンは、ベーリング海峡側から航行して捜索することを指示されたが、これはホレイシオ・オースティンらがパリー海峡を通る通常のルートで捜索を行うのに合わせたものであった。コリンソンには、エンタープライズ (HMS Enterprise) が与えられ、ロバート・マクルアー中佐のインベスティゲーター (HMS Investigator) が同行した。2隻は1850年1月にプリマスを発ち、チリ沖で別れてそれぞれ単独行動となった。マクルアーは先にベーリング海峡に達したが、バンクス島で氷に閉じ込められた。その後、救出されてイングランドに帰還し、北西航路を通過した最初の人物となった。コリンソンは遅れてベーリング海峡に到達し、マクルアーが先行していることを知って引き返し、ひと冬を香港で過ごした。1851年7月半ば、彼はベーリング海峡に入り、沿岸を東へ航行した。8月29日にバンクス島に達し、北東方向に向かう海峡を発見した。プリンスオブウェールズ海峡 (Prince of Wales Strait) である。コリンソンはこの海峡に入り、これで北西航路を発見したかもしれないと考えたが、程なくして丘の上に旗が翻っているのを発見した。旗竿の下には、前年にマクルアーがここで越冬したことを告げるメッセージが残されていた。コリンソンはそのまま進み、マクルアーが進んだ位置を少しだけ越えたところで、氷に行く手を阻まれた。南への帰路、コリンソンはまた別のメッセージを発見し、マクルアーがその僅か18日前に、その地点を通過していたことを知ったが、そのメッセージは、マクルアーがバンクス島の周航を試みていたことを記されていなかった。コリンソンは少し南東に進み、ミント湾を越冬地に決めた。ここでまた、マクルアー一行の橇隊のひとりが残したメッセージを発見した。1852年春、コリンソンは橇隊を北方のメルヴィル島へ向かわせたが、彼らはそこで、未知の旅行者たちの足跡を見つけた（これらはマクルアーの配下の者たちによるものだったが、彼らはそこから少し西で凍死していた）。8月5日、コリンソンの艦は氷を脱し、ビクトリア島の南岸に沿ってコロネーション湾に入り、ベーリング海峡側から入った船としては、最も東の位置に到達した。次の冬には、ビクトリア島南岸のケンブリッジ湾で越冬した。
1853年春、コリンソンは自ら橇隊を率いて、島の東端（ペリー岬：Point Pelly）に達した。その後しばらくして、地元のあるイヌイットが、この地域から東側の地図を、コリンソンたちのために描いた。その地図には、船が描きこまれていた。もし、この時、コリンソンがこれを見落としていなければ、あるいは、適切な通訳がいたら、彼は橇隊を東へ向かわせてフランクリン隊の一部を、もし彼らがまだ生存していたらの話ではあるが、発見することもできていたかもしれない。しかしコリンソンは、ベーリング海峡を通って引き返し、喜望峰を経由して帰路についた。1855年1月、ケープ植民地で、コリンソンはジョン・レイの報告を知り、フランクリン隊の消息が途絶えた場所が、自分たちが引き返した場所からわずかに東側に位置していたことを知った。コリンソンの評判は、おそらくは本来あるべきものよりも劣ったものに留まっていた。問題は、コリンソンが行き着いた場所には、常にマクルアーが先に達していたというところにあり、コリンソンは常々この件で配下の士官たちや、運の悪さについての愚痴をこぼしていた。ロアール・アムンセンは、自身の小型船でも操船が困難であったこの海域を、コリンソンが大型船で航行して回ったことを賞賛した。コリンソンによるこの航海の記録は、その死の6年後に、弟の トマス・バーナード・コリンソン陸軍少将によって出版された。

## 後年
1858年、コリンソンは北極地方における諸々の発見の功績に対して王立地理学会から金メダル（創立者メダル）を贈られた。また、1875年にはナイトに叙され、同年には退役海軍大将とされた。
1862年には、トリニティ・ハウスの「エルダー・ブラザー (elder brother)」となり、1875年には、副代表 (Deputy Master) となった。